# Хаг (Горња Франконија)
Хаг (њем. Haag) општина је у њемачкој савезној држави Баварска. Једно је од 33 општинска средишта округа Бајројт. Према процјени из 2010. у општини је живјело 928 становника. Посједује регионалну шифру (AGS) 9472146.

## Географски и демографски подаци
Хаг се налази у савезној држави Баварска у округу Бајројт. Општина се налази на надморској висини од 485 метара. Површина општине износи 13,3 km². У самом мјесту је, према процјени из 2010. године, живјело 928 становника. Просјечна густина становништва износи 70 становника/km².